# Juridiska fakulteten vid Lunds universitet
Juridiska fakulteten vid Lunds universitet är Sveriges näst äldsta juridiska fakultet och har funnits sedan Lunds universitet grundades 1666. Juridicum är det latinska namnet på juridiska fakulteten, samt namnet på fakultetens huvudbyggnad. 
Juridicum är beläget i Televerkets gamla huvudbyggnad på Lilla Gråbrödersgatan mitt i centrala Lund, mellan Lunds centralstation i väster och Lunds domkyrka i öster. Huvudbyggnaden (Juridicum) rymmer också Juridiska fakultetens bibliotek. Flertalet av föreläsningssalarna finns dock i den närbelägna byggnaden Tryckeriet, som tidigare inhyst Berlingska boktryckeriet.